# Minns du sången
Minns du sången är en programserie med kristna sånger som producerades av TV-Inter och som sändes i SVT under perioden 17 januari 1998-11 mars 2000
Ursprunget till serien var Bill och Gloria Gaithers TV-program i USA. Urban Ringbäck och Anders Jaktlund gjorde inalles 25 program som med en rad kristna sångare och sångevangelister som både framträdde med sång och delade med sig av troserfarenheter i ett mycket intimt programformat. Bland de artister som återkommande medverkade märks Birgitta Edström, Lars Mörlid och Märta Svensson. 

## Säsonger

### Säsong 1
| Nr | Titel | Sändningsdatum   | ProduktionsKod |
| --- | ----- | ---------------- | -------------- |
| 1 |       | 17 januari 1998  |                |
| De kommer från öst och väst (Solist: Mikael Järlestrand), ? (Solister: Stig, Lennart, Ted och Nenne), En sång inom mej (Solister: Roland Utbult och Anne-Jorid Ahgnell), Glöm inte bort att änglarna finns (Solist: Nils F. Nygren), ? (Solister: Urban Ringbäck och Hasse Hallström), O, jag vet ett land bortom havets vreda brus (Solister: BirGitta Edström och Roland Lundgren), O, hur saligt att få vandra.                                       |       |                  |                |
| 2 |       | 24 januari 1998  |                |
| Säg, känner du det underbara namnet (Solister: Fred Sjöberg, Eva Berg-Almqvist och Barbro Törnberg-Karlsson), Luffarens vaggsång (Solist: Ingemar Olsson), Nu har jag lärt mig (Solister: Carl-Erik Olivebring, Märta Svensson, Inge Ström och Gun Ström) Det är ingen hemlighet, Jag far till Gud, Ovan där (Solistkvartetten), ? (Solister: Gunnar Ohlovsson, Hasse Hallström och Mikael Järlestrand), ? (Solister: Ingemar Olsson och Emelie Olsson). |       |                  |                |
| 3 |       | 31 januari 1998  |                |
| |       |                  |                |
| 4 |       | 7 februari 1998  |                |
| |       |                  |                |
| 5 |       | 14 februari 1998 |                |
| |       |                  |                |
| 6 |       | 21 februari 1998 |                |
| |       |                  |                |
| 7 |       | 28 februari 1998 |                |
| |       |                  |                |
| 8 |       | 7 mars 1998      |                |
| |       |                  |                |

### Säsong 2
| Nr | Titel | Sändningsdatum   | ProduktionsKod |
| --- | ----- | ---------------- | -------------- |
| 1 |       | 9 januari 1999   |                |
| Guldgrävarsången (solister: Ny-David Nygren, Stefan Abrahamsson och Torkel Selin), Var jag går i skogar, berg och dalar (solister: Bo Ohlgren, Curt & Roland och Nils Börge Gårdh), Mitt hem bortom bergen (solist: Bosse Andersson och Anita Andersson), Blott en dag/ Vardagstro (solister: BirGitta Edström, Urban Ringbäck och Carina Ringbäck), Var inte rädd. Det finns ett hemligt tecken (solister: Märta Svensson, Seth Olofsson och Hasse Hallström), Gud är trofast (solister: Barbro Törnberg-Karlsson och Gun Ström), Jag har hört om en stad ovan molnen (solister: Cilla Lundberg Hector och Jard Samuelson, Per-Olof Ehrlin). |       |                  |                |
| 2 |       | 16 januari 1999  |                |
| |       |                  |                |
| 3 |       | 23 januari 1999  |                |
| Nu är jag nöjd och glader (solist: Torbjörn Lantz, Arne Höglund och Ny-David Nygren), Framtiden är vår (solist: Urban Ringbäck, Hasse Hallström och Efva Nyström), Låt mig få höra om Jesus (solist: Annika Bjurling, Lars Mörlid, Mikael Järlestrand), Du vet väl om att du är värdefull (solist: Ingemar Olsson), Vad jag älskar dej Jesus (solist: Richard Olsson och Gerd P Ebegård), Jag vill ge dig, o Herre, min lovsång (solist: Urban Ringbäck, Carina Ringbäck, Anne-Jorid Ahgnell och Hasse Hallström). |       |                  |                |
| 4 |       | 30 januari 1999  |                |
| |       |                  |                |
| 5 |       | 6 februari 1999  |                |
| |       |                  |                |
| 6 |       | 20 februari 1999 |                |
| |       |                  |                |
| 7 |       | 27 februari 1999 |                |
| |       |                  |                |
| 8 |       | 6 mars 1999      |                |
| |       |                  |                |

### Säsong 3
| Nr | Titel | Sändningsdatum   | ProduktionsKod |
| -- | ----- | ---------------- | -------------- |
| 1  |       | 15 januari 2000  |                |
|    |       |                  |                |
| 2  |       | 22 januari 2000  |                |
|    |       |                  |                |
| 3  |       | 29 januari 2000  |                |
|    |       |                  |                |
| 4  |       | 5 februari 2000  |                |
|    |       |                  |                |
| 5  |       | 12 februari 2000 |                |
|    |       |                  |                |
| 6  |       | 19 februari 2000 |                |
|    |       |                  |                |
| 7  |       | 26 februari 2000 |                |
|    |       |                  |                |
| 8  |       | 4 mars 2000      |                |
|    |       |                  |                |

### Fotnoter
1. ↑  ”SVT, SVT2 1998-01-17”. Svensk mediedatabas. 17 januari 1998. https://smdb.kb.se/catalog/id/001746416. Läst 25 juni 2012.
2. ↑  ”SVT, SVT2 2000-03-11”. Svensk mediedatabas. 11 mars 2000. https://smdb.kb.se/catalog/id/001754963. Läst 25 juni 2012.
3. ↑  Minns du sången (S01E01) på Svensk mediedatabas
4. 1 2 3 4  ”Minns Du Sången”. Youtube. https://www.youtube.com/user/minnsdusangen/videos. Läst 13 september 2020.
5. ↑  Minns du sången (S01E02) på Svensk mediedatabas
6. ↑  Minns du sången (S01E03) på Svensk mediedatabas
7. ↑  Minns du sången (S01E04) på Svensk mediedatabas
8. ↑  Minns du sången (S01E05) på Svensk mediedatabas
9. ↑  Minns du sången (S01E06) på Svensk mediedatabas
10. ↑  Minns du sången (S01E07) på Svensk mediedatabas
11. ↑  Minns du sången (S01E08) på Svensk mediedatabas
12. ↑  Minns du sången (S02E01) på Svensk mediedatabas
13. ↑  Minns du sången (S02E02) på Svensk mediedatabas
14. ↑  Minns du sången (S02E03) på Svensk mediedatabas
15. ↑  Minns du sången (S02E04) på Svensk mediedatabas
16. ↑  Minns du sången (S02E05) på Svensk mediedatabas
17. ↑  Minns du sången (S02E06) på Svensk mediedatabas
18. ↑  Minns du sången (S02E07) på Svensk mediedatabas
19. ↑  Minns du sången (S02E08) på Svensk mediedatabas
20. ↑  Minns du sången (S03E01) på Svensk mediedatabas
21. ↑  Minns du sången (S03E02) på Svensk mediedatabas
22. ↑  Minns du sången (S03E03) på Svensk mediedatabas
23. ↑  Minns du sången (S03E04) på Svensk mediedatabas
24. ↑  Minns du sången (S03E05) på Svensk mediedatabas
25. ↑  Minns du sången (S03E06) på Svensk mediedatabas
26. ↑  Minns du sången (S03E07) på Svensk mediedatabas
27. ↑  Minns du sången (S03E08) på Svensk mediedatabas